# Трубников, Кузьма Петрович
Кузьма́ Петро́вич Тру́бников (27 октября 1888 — 16 января 1974) — советский военачальник, участник Великой Отечественной войны, генерал-полковник. Полный Георгиевский кавалер.

## Молодость и первая мировая война
Кузьма Петрович Трубников родился 27 октября 1888 года в селе Гатище Ливенского уезда Орловской губернии, ныне Воловского района Липецкой области. Семья была бедняцкой, поэтому работать пришлось с раннего детства. В 1898 году окончил церковно-приходскую школу в селе Гатище. В последующие 10 лет работал по найму в летнее время, а зимой учился. В 1909 году выдержал экстерном экзамен за 6 классов гимназии.
В Русской императорской армии на службе с ноября 1909 года. Службу проходил в Лейб-гвардии Семёновском полку рядовым, затем окончил учебную команду и произведён в ефрейторы, а позднее в младшие унтер-офицеры. В годы Первой мировой войны взводный унтер-офицер, старший унтер-офицер 15-й роты. За отличия в боях в декабре 1914 года произведён в подпрапорщики. Был направлен на учёбу, окончил 1-ю Омскую школу прапорщиков в мае 1915 года. Вернулся в свой полк, воевавший на Юго-Западном фронте, был младшим офицером, командиром роты, начальником команды пеших разведчиков. Был ранен. Участвовал в Брусиловском прорыве. В декабре 1917 года избран солдатами начальником полковой учебной команды. С января 1918 года был прикомандирован к штабу Гвардейского корпуса. Кавалер четырёх солдатских Георгиевских крестов (Георгиевский крест 2-й степени-номер: 4034) и Георгиевских медалей всех 4-х степеней (как тогда говорили, имел полный Георгиевский бант), а за отличия в офицерских чинах награжден орденом Святой Анны 4-й степени. В начале 1918 года поручик Трубников демобилизован.

## Гражданская война
В Красную Армию вступил добровольцем в мае 1918 года. Был назначен военруком Гатищенской волости и Ливенского уезда. Активный участник Гражданской войны в России. В мае 1919 года направлен на фронт, командовал взводом, ротой и батальоном в 28-м стрелковом полку 7-й стрелковой дивизии. Воевал на Восточном фронте против войск адмирала А. В. Колчака в районах Воткинска и Ижевска, но уже летом полк в составе дивизии было срочно переброшены на Южный фронт, где развивалось наступление на Москву армии генерала А. И. Деникина. С августа 1919 года — помощник командира и командиром 55-го стрелкового полка этой дивизии, участвовал в оборонительных боях в районе Обояни и Суджи, в октябре – ноябре 1919 года участвовал в Орловско-Курской операции. В январе 1920 года полк под его командованием участвовал в ликвидации бандформирований в районе Глухов, Путивль, Конотоп. Затем участвовал в советско-польской войне, в марте – мае 1920 года наступая на Новоград-Волынский, а затем выходя из окружения из-под Коростеня, при этом в бою под Коростенем был ранен. Летом 1920 года командовал 20-й и 19-й стрелковыми бригадами этой дивизии на Юго-Западном фронте против поляков. Осенью 1920 года участвовал в разгроме отрядов генерала С. Н. Булак-Балаховича в районе Овруча. В начале 1921 года участвовал в боях с формированиями Н. И. Махно под Золотоношей. Приказом Реввоенсовета 12-й армии от 21 декабря 1920 года был награждён орденом Боевого Красного Знамени (награждение утверждено Реввоенсоветом Республики в 1921 году).

## Межвоенный период
До 1928 года продолжал служить в 7-й стрелковой дивизии, восемь лет командовал 19-м стрелковым полком (полк и дивизия были переданы в состав Украинского военного округа). При этом в 1925 году окончил Стрелково-тактических курсах усовершенствования комсостава РККА «Выстрел» имени Коминтерна, а в 1927 году — Курсы усовершенствования высшего начальствующего состава при Военной академии РККА имени М. В. Фрунзе. С ноября 1928 года — помощник командира 15-й стрелковой Сивашской дивизии Украинского ВО. С августа 1932 года исполнял должность инспектора 5-й авиационной бригады, с сентября 1933 года — начальника сектора Управления Военно-воздушных сил РККА. С февраля 1934 года — помощник командира 25-й Краснознамённой стрелковой дивизии им. В.И. Чапаева, с июня 1935 по январь 1936 и с августа 1936 года исполнял должность командира этой дивизии (утверждён в должности 15 ноября 1936 года). Командовал дивизией по июнь 1938 года. Дивизия под его командованием вышла в передовые по уровню боевой подготовки, начдив Трубников неоднократно поощрялся и был награждён орденом Красной Звезды. Вступил в ВКП(б) в 1933 году.
Однако 22 июня 1938 года он был арестован органами НКВД СССР и находился в тюрьме в Харькове под следствием. Виновным себя не признал. 15 февраля 1940 года был освобождён. Приказом наркома обороны СССР от 31 марта 1940 года восстановлен в Красной Армии и зачислен в распоряжение Управления по начсоставу Красной Армии. В апреле того же года назначен старшим преподавателем тактики Краснознамённых высших стрелково-тактических курсов усовершенствования начсостава Красной армии, с октября исполнял должность начальника курса командиров полков на курсах «Выстрел».

## Великая Отечественная война
Через месяц после начала Великой Отечественной войны, в июле 1941 года, комбриг К. П. Трубников назначен командиром 258-й стрелковой дивизии, спешно формирующейся в Орловском военном округе. В августе дивизия прибыла в действующую армию и передана 50-й армии Западного фронта. В начале сентября 1941 года дивизия вела наступательные бои в ходе Рославльско-Новозыбковской наступательной операции Брянского фронта, а в начале октября — попала в Брянский котёл при начале немецкого генерального наступления на Москву. В октябре 1941 года именно 258-я стрелковая дивизия пробила коридор в заслонах противника на реке Рессета и способствовала выходу остатков 50-й армии из окружения. Сразу же дивизия была поставлена в оборону и сдерживала немецкое наступление в ходе Тульской оборонительной операции в составе 50-й армии. За это дивизии пришлось заплатить очень дорогую цену — к началу ноября в строю осталось около 10 % от штатного личного состава дивизии, но она продолжала держать фронт даже в таком составе.
С ноября 1941 года командовал 217-й стрелковой дивизией 50-й армии. За умелое управление частями дивизии при обороне Тулы награждён своим вторым орденом Красного Знамени. В декабре 1941 — феврале 1942 года участвовал во главе дивизии в Тульской, Калужской и Ржевско-Вяземской (1942 года) наступательных операциях.
С июня 1942 года — заместитель командующего 16-й армией Западного фронта генерал-лейтенанта К. К. Рокоссовского. Там генералы Рокоссовский и Трубников сработались друг с другом, приобрели взаимное доверие, переросшее в дружбу. В июле Рокоссовский убыл с повышением на должность командующего войсками Брянского фронта, в конце сентября 1942 года переведён командовать войсками Донского фронта, а в октябре по его просьбе генерал-майор К. П. Трубников был переведён к нему заместителем командующего войсками Донского фронта. Принимал непосредственное участие в организации и управлении войсками в Сталинградской битве. При уничтожении окруженной 6-й немецкой армии в районе Сталинграда Трубникову было поручено руководство армиями правого крыла Донского фронта (57-й, 67-й и 64-й армии).
С февраля 1943 года — заместитель командующего Центральным фронтом (командующим был назначен К. К. Рокоссовский). Участвовал в Севской наступательной операции.
В апреле 1943 года был направлен на самостоятельную командную работу и назначен командующим 10-й гвардейской армией Западного фронта. Во главе армии участвовал в Смоленской стратегической наступательной операции и в её ходе (Ельнинско-Дорогобужская фронтовая операция) 30 августа 1943 года части армии освободили Ельню. За эту победу генерал Трубников был награждён орденом Кутузова 2-й степени в сентябре 1943 года. Однако в том же месяце по неясным причинам он был освобождён от должности и направлен в распоряжение Главного управления кадров НКО СССР.
В декабре 1943 года назначен помощником командующего войсками Белорусского фронта К. К. Рокоссовского по формированиям, а когда в феврале 1944 года фронт был переименован в 1-й Белорусский фронт — остался в этой должности. При проведении Белорусской стратегической наступательной операции непосредственно руководил действиями группировки правого крыла фронта (3-й, 48-й, 65-й и 28-й армиями), которые в ходе Бобруйской и Минской фронтовых наступательных операций полностью разгромили противостоящие группировки противника. За эту операцию был награждён орденом Суворова 2-й степени. Затем участвовал в Люблин-Брестской, Сероцкой и Ломжа-Ружанской наступательных операциях.
В сентябре 1944 года назначен заместителем командующего 1-м Белорусским фронтом. Вскоре после перевода К. К. Рокоссовского на должность командующего 2-м Белорусским фронтом, в ноябре 1944 года и К. П. Трубников был переведён заместителем командующего войсками 2-го Белорусского фронта. На этом фронте участвовал в Восточно-Прусской, Восточно-Померанской, Берлинской операциях.
На Параде Победы 24 июня 1945 года в Москве генерал-полковник К. П. Трубников возглавлял сводный полк 2-го Белорусского фронта.

## Послевоенное время
После войны, в июле 1945 года был назначен заместителем главнокомандующего Северной группой войск (СГВ), размещённой на территории Польши. С января 1947 года был помощником главнокомандующего СГВ по строевой части. С сентября 1949 по сентябрь 1950 года исполнял должность главнокомандующего Северной группой войск, затем возвращён на прежнюю должность. С января 1951 года — в отставке по болезни.
Умер 16 января 1974 года в Москве. Похоронен на Введенском кладбище (29 уч.).

## Награды
38 орденов и медалей нескольких государств:
СССР
- два ордена Ленина (21.02.1945, 29.05.1945)[3]
- 5 орденов Красного Знамени (1921, 2.01.1942, 4.02.1943, 3.11.1944, 20.06.1949)
- орден Кутузова 1-й степени (10.04.1945)
- орден Суворова 2-й степени (23.08.1944)
- орден Кутузова 2-й степени (28.09.1943)
- орден Красной Звезды (22.02.1938)[4]
- Медали СССР

Российская империя
- Орден Святой Анны 4-й степени
- Полный кавалер Знака Отличия Военного ордена святого Георгия (4-я степень — 2.02.1915, 3-я степень — 2.05.1915, 2-я степень — 29.05.1915, 1 степень — 22.12.1915)[5]
- Георгиевская медаль (4 степень — 27.02.1915, 3-я степень — июль 1915, 2-я и 1-я степени — даты награждений неизвестны)
- Медаль «В память 100-летия Отечественной войны 1812» (1912)
- Медаль «В память 300-летия царствования дома Романовых» (1913)
- Медаль «В память 200-летия морского сражения при Гангуте» (1914)

Награды Польши
- Орден «За воинскую доблесть» («Virtuti militari») 1-го (1946) и 2-го классов (1968)
- Орден «Крест Грюнвальда» 2-го класса (1946)
- Медаль «За Варшаву 1939—1945»
- Медаль «За Одру, Нису и Балтику»
- Медаль «Победы и Свободы»

Награды других государств
- Военный крест (Бельгия)[6]
- Воинская медаль (Франция)[6]

Иные знаки отличия
- Почётное оружие (шашка) от Реввоенсовета Республики (1921)
- Золотые часы от Реввоенсовета Республики (1921)
- Именное оружие (кортик) от Полтавского губернского военного совещания «За энергичную борьбу с бандитизмом» (1922)
- Именное оружие (парабеллум) с надписью «Стойкому командиру РККА тов. Трубникову за ликвидацию бандитизма» от Константиноградского уездного исполкома (1922)
- Почётная грамота Всеукраинского ЦИК (1926)
- Золотые часы от наркома обороны СССР (1.11.1936)

## Воинские звания
- Унтер-офицер (1912)
- Подпрапорщик (20.12.1914)
- Прапорщик (13.01.1917)
- Подпоручик (1917)
- Поручик (1917)
- Комбриг (26.11.1935)
- Генерал-майор (2.01.1942)
- Генерал-лейтенант (27.01.1943)
- Генерал-полковник (17.02.1945)

## Память
9 мая 2010 года в селе Волово Липецкой области был открыт памятник в честь генерал-полковника Трубникова.